# 158
Cette page concerne l'année 158  du calendrier julien. Pour l'année 158 av. J.-C., voir 158 av. J.-C. Pour le nombre 158, voir 158 (nombre).
L'année 158 est une année commune qui commence un samedi.

## Événements
- 27 février : inscription du gouverneur de Bretagne Julius Verus à Ravenglass, en Cumbria. Une autre inscription datée de 158, retrouvée dans le fort de Blatobulgium (aujourd'hui Birrens dans le Dumfriesshire, en Écosse), semble indiquer que le mur d'Antonin a été restauré[1].

- Première mention de Sol invictus connue à Rome gravée sur une dédicace[2].